# 北美电话区号206

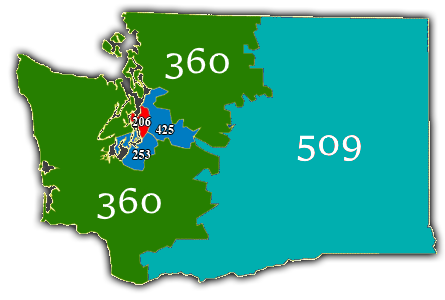
华盛顿州电话区号图。红色部分为206区号覆盖地区。

电话区号206是北美电话区号计划中覆盖华盛顿州西雅图都会区的电话区号。该区号还覆盖岸線市、湖林公園市、默瑟島诸岛、班布里治島、瓦雄岛，以及西雅图都会区从得梅因到伍德威的部分。
该电话区号是少有的几个无重叠电话区号的城市区号，这也使得西雅图成为仅有的几个仍可以本地呼叫拨打7位号码的主要城市之一。尽管近几年西雅图地区快速扩张，但是预计号码资源至少可以支撑到2025年。区号564已预留为覆盖该州西部的重叠电话区号，预计在2017年后某个时点启用。尚不清楚在564区号启用后西雅图及周边地区是否本地通话会强制要求加拨区号。

## 历史
在1947年初创时，该区号本是覆盖华盛顿全州。1957年1月1日，该州东部占三分之二面积的地区拆分至区号509，分界线基本同喀斯喀特山脉一致。1995年1月15日，大部分不在西雅图-塔科马地区的原206区号地区被拆分至区号360下（最初的两个第二位非0或1的区号）。
原来西雅图的外延地区居民抱怨使得US West电话公司在拆分后不久将他们重新换回206区号。但是在1995年分拆之时，由于移动电话和寻呼机的普及，206号码资源几近耗竭。在1997年4月25日，原206区域一分为三，南部地区包括塔科马在内归属区号253，北部区域归属区号425。